# Clitoria heterophylla
Clitoria heterophylla är en ärtväxtart som beskrevs av Jean-Baptiste de Lamarck. Clitoria heterophylla ingår i släktet Clitoria, och familjen ärtväxter.

## Underarter
Arten delas in i följande underarter:
- C. h. heterophylla
- C. h. pedunculata